# Нормальні коливання
В загальному випадку при збудженні власних коливань (Нормальні коливання) в системах з багатьма ступенями свободи (більше або дорівнює двом) рух елементів системи не є періодичним рухом. При певних співвідношеннях між початковими відхиленнями від положення рівноваги, або початковими швидкостями їх руху в системі реалізуються особливі типи коливань— гармонічні коливання елементів системи з фіксованими фазовими співвідношеннями. Такі особливі коливальні рухи називають нормальними коливаннями або нормальними модами.
Кожне з нормальних коливань фізичної системи характеризується своєю частотою і фіксованими співвідношеннями амплітуд коливань окремих елементів системи в системах зі скінченим числом ступенів вільності. В неперервних системах (системах з нескінченним числом степенів вільності) кожне нормальне коливання характеризується власною частотою та відповідною формою коливань. Набір частот нормальних коливань складає коливний спектр системи. В загальному випадку кількість таких нормальних коливань збігається з числом ступенів вільності в системі. Важливе значення нормальних коливань в системі полягає в тому, що вільний рух системи при будь-яких початкових умовах представляється сумою (суперпозицією) нормальних коливань з відповідно підібраними амплітудами.

## Нормальні коливання в системах з двома ступенями свободи
Механічна система або електричний контур з двома ступенями свободи є найпростішими системами на прикладі яких можна показати основні властивості нормальних коливань. Розглянемо конкретну модель механічної системи з двома ступенями вільності, що включає дві жорсткі маси {\displaystyle m_{1}} та {\displaystyle m_{2}}, з'єднані невагомими пружинами з жорсткостями {\displaystyle k_{1},k_{2},k_{3}}. Рух системи описується двома функціями {\displaystyle x_{1}(t)} та {\displaystyle x_{2}(t)}.

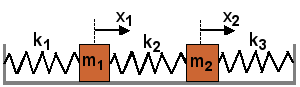
Типова модель механічної системи з двома ступенями вільності. Маси ковзають по опорній поверхні без тертя.

Необхідні для дослідження вільних рухів в такій системі диференціальні рівняння записуються безпосередньо з використанням другого закону Ньютона і мають вигляд
{\displaystyle m_{1}{\ddot {x_{1}}}+(k_{1}+k_{2})x_{1}-k_{2}x_{2}=0,}
{\displaystyle m_{2}{\ddot {x_{2}}}+(k_{2}+k_{3})x_{2}-k_{2}x_{1}=0.}
Ці рівняння часто представляють у вигляді
{\displaystyle {\ddot {x_{1}}}+\omega _{1}^{2}x_{1}-{\frac {k_{2}}{m_{1}}}x_{2}=0}
{\displaystyle {\ddot {x_{2}}}+\omega _{2}^{2}x_{2}-{\frac {k_{2}}{m_{2}}}x_{1}=0.}
Такий запис рівнянь руху має певне фізичне підгрунття. Тут вказано на дві специфічні частотні характеристики {\displaystyle \omega _{1}} та {\displaystyle \omega _{2}}. Очевидно, що це є власні частоти двох систем з одним ступенем вільності, які можна одержати із системи, що розглядається, позбавляючи можливості рухатися одну із мас в системі. Так утворені системи з меншим числом ступенів вільності називаються парціальними системами, Відповідно, частоти {\displaystyle \omega _{1}} та {\displaystyle \omega _{2}} називаються парціальними частотами вихідної коливальної системи.
Для пошуку можливих періодичних рухів в коливальній системі представимо зміщення мас в вигляді {\displaystyle x_{1}(t)=A\cos(\omega t),x_{2}(t)=B\cos(\omega t)}. Після підстановки таких пробних виразів в диференціальні рівняння руху одержуємо систему двох однорідних рівнянь для амплітудних характеристик {\displaystyle A} та {\displaystyle B}. Існування відмінних від нуля величин амплітуд коливань можливо лише в тому випадку, коли визначник цієї системи дорівнює нулеві. Саме ця умова дає рівняння для визначення значень частот можливих періодичних рухів в системі.
{\displaystyle (\omega _{1}^{2}-\omega ^{2})(\omega _{2}^{2}-\omega ^{2})-\mu ^{4}=0,} (1)
{\displaystyle \mu ^{4}={\frac {k_{2}^{2}}{m_{1}m_{2}}}}
Аналіз рівняння (1) показує, що воно завжди має два корені відносно величини {\displaystyle \omega ^{2}}. Якщо, для визначеності, прийняти, що {\displaystyle \omega _{1}<\omega _{2}} то одна із частот нормальних коливань буде завжди меншою ніж {\displaystyle \omega _{1}}, а друга завжди більшою ніж {\displaystyle \omega _{2}}. Це загальне правило відносно співвідношення величин частот парціальних систем і частот нормальних коливань власних частот коливальної системи. Тому часто частоти нормальних коливань системи з двома ступенями вільності позначають, як {\displaystyle \omega _{-}} та {\displaystyle \omega _{+}}. Для відомих частот нормальних коливань з рівнянь руху випливають наступні співвідношення між амплітудними коефіцієнтами в виразах для {\displaystyle x_{1}(t)} та {\displaystyle x_{2}(t)}
{\displaystyle B_{+}={\frac {m_{2}}{k_{2}}}A_{+}(\omega _{2}^{2}-\omega _{+}^{2}),B_{-}={\frac {m_{2}}{k_{2}}}A_{-}(\omega _{1}^{2}-\omega _{-}^{2}).}
Таким чином в дослідженій системі можуть реалізуватися два нормальні коливання
{\displaystyle x_{1}^{+}(t)=A_{+}\cos(\omega _{+}t),x_{2}^{+}(t)=A_{+}{\frac {m_{2}}{k_{2}}}(\omega _{2}^{2}-\omega _{+}^{2})\cos(\omega _{+}t)}
(2)
{\displaystyle x_{1}^{-}(t)=A_{-}\cos(\omega _{-}t),x_{2}^{-}(t)=A_{-}{\frac {m_{2}}{k_{2}}}(\omega _{1}^{2}-\omega _{-}^{2})\cos(\omega _{-}t)}
В цих виразах мається дві довільні сталі {\displaystyle A_{+},A_{-}}. Тому за загальною теорією звичайних диференціальних рівнянь представлення
{\displaystyle x_{1}(t)=x_{1}^{+}(t)+x_{1}^{-}(t),}
{\displaystyle x_{2}(t)=x_{2}^{+}(t)+x_{2}^{-}(t)}
є загальним розв'язком рівнянь руху. Вибором значень довільних сталих в ньому можна задовольнити довільним початковим умовам в випадку вільних коливань системи з двома ступенями вільності. Більш детально з конкретними прикладами механічних та електричних систем з двома степенями вільності та властивостями їх коливань можна познайомитися в підручнику При аналізі вільних коливань величини {\displaystyle A_{+},A_{-}} залишаються не визначеними. Однак, властивості нормальних частот дозволяють зробити загальний висновок відносно характеру руху мас в кожному нормальному коливанні. Оскільки завжди {\displaystyle \omega _{-}<\omega _{1}}, то з першого виразу в (2) випливає, що зміщення мас від положення рівноваги в цьому нормальному коливанні (з меншою власною частотою) завжди мають однакові знаки, т.б. маємо синфазний рух мас. Із другого виразу в (2), оскільки завжди {\displaystyle \omega _{+}>\omega _{2}}, випливає, що зміщення мас в другому нормальному коливанні завжди мають протилежні знаки. Коливання відбуваються в протифазі.

## Нормальні коливання в молекулах

### Загальна теорія
Потенціальна енергія взаємодії атомів у молекулах є певною функцією їхніх координат {\displaystyle U(\mathbf {r} _{1},\ldots ,\mathbf {r} _{i},\ldots ,\mathbf {r} _{N})}. Ця функція загалом розраховується із квантової механіки в адіабатичному наближенні або задається певними модельними потенціалами. Рівноважні положення атомів у молекулах {\displaystyle \mathbf {r} _{i0}} задаються умовою мінімуму цієї функції
{\displaystyle {\frac {\partial U}{\partial \mathbf {r} _{i}}}=0}.
Якщо вивести молекулу з рівноваги так, що кожен атом зміститься на якусь величину {\displaystyle \delta \mathbf {r} _{i}}, то у молекулі виникнуть сили, які намагатимуться повернути атоми в положення рівноваги, а потенціальна енергія зросте і стане рівною
{\displaystyle U(\mathbf {r} _{1},\ldots ,\mathbf {r} _{i},\ldots ,\mathbf {r} _{N})=U_{0}+{\frac {1}{2}}\sum _{i,j=1}^{N}\sum _{\alpha ,\beta =1}^{3}a_{ij}^{\alpha \beta }\delta r_{i}^{\alpha }\delta r_{j}^{\beta }},
де і та j — індекси атомів, α та β — індекси осей координат, {\displaystyle U_{0}} — потенціальна енергія молекули в положенні рівноваги, а коефіцієнти {\displaystyle a_{ij}^{\alpha \beta }} визначаються розкладом потенціальної енергії в ряд Тейлора в околі положення рівноваги.
{\displaystyle a_{ij}^{\alpha \beta }=\left.{\frac {\partial ^{2}U}{\partial r_{i}^{\alpha }\partial r_{j}^{\beta }}}\right|_{\mathbf {r} _{i}=\mathbf {r} _{i0}}+\left.{\frac {\partial ^{2}U}{\partial r_{i}^{\alpha }\partial r_{i}^{\beta }}}\right|_{\mathbf {r} _{j}=\mathbf {r} _{i0}}}
Рівняння руху для зміщень атомів з положення координат мають такий вигляд:
{\displaystyle m_{i}{\frac {d^{2}}{dt^{2}}}\delta r_{i}^{\alpha }=-\sum _{j=1}^{N}\sum _{\beta =1}^{3}a_{ij}^{\alpha \beta }\delta r_{j}^{\beta }},
де {\displaystyle m_{i}} — маса i-того атому.
Шукаючи розв'язки системи диференційних рівнянь у вигляді
{\displaystyle \delta r_{i}^{\alpha }=b_{i}^{\alpha }e^{i\omega t}},
отримуємо систему лінійних рівнянь
{\displaystyle m_{i}\omega ^{2}b_{i}^{\alpha }-\sum _{j=1}^{N}\sum _{\beta =1}^{3}a_{ij}^{\alpha \beta }b_{j}^{\beta }=0.\qquad ({\text{A}})}
Усього таких рівнянь 3N -6, де N — число атомів. 3 інші рівняння описують рух центру маси молекули, а ще три — обертання молекули, як цілого. Система однорідна, а отже має
нетривіальні розв'язки лише при певних частотах, які знаходяться, якщо прирівняти нулю детермінант цієї системи
{\displaystyle \left|m_{i}\omega ^{2}\delta _{ij}\delta _{\alpha \beta }-a_{ij}^{\alpha \beta }\right|=0},
де {\displaystyle \delta _{ij}} — символ Кронекера.
Цей детермінант є рівнянням (3N-6)-го степеня відносно ω2, яке називається віковим або секулярним рівнянням. Його корені
визначають спектр власних частот коливань молекули.
Власні вектори {\displaystyle \mathbf {b} _{i}} рівняння (A) визначають 3N -6 нормальні моди коливань молекули.
Нормальні моди взаємно лінійно незалежні й взаємно ортогональні:
{\displaystyle \sum _{i=1}^{N}\mathbf {b} _{i}^{m}\cdot \mathbf {b} _{i}^{n}=0},
якщо {\displaystyle m\neq n}, де m та n — індекси, якими позначені різні власні вектори. Саме цій особливості нормальні моди завдячують своєю назвою.

### Приклад
Нормальні моди мурашиної кислоти зображені на серії рисунків

Стрілки вказують напрям руху атомів при коливаннях. Усього нормальних мод дев'ять, оскільки молекула має 5 атомів.

### Дипольний момент
Якщо відомі нормальні моди, які задаються векторами {\displaystyle \mathbf {b} _{i}^{n}}, де індекс n — це номер моди, а також часткові заряди атомів у молекулах то можна утворити вектори:
{\displaystyle \mathbf {d} ^{n}=\sum _{i}q_{i}\mathbf {b} _{i}^{n}},
які називаються дипольними моментами нормальних мод.
У зовнішньому електричному полі, наприклад, у полі електромагнітної хвилі, енергія диполя визначається формулою {\displaystyle \mathbf {E} \cdot \mathbf {d} }. Тому ті нормальні моди, які мають значний дипольний момент сильно взаємодіють з електромагнітними хвилями (зазвичай інфрачервоного діапазону). Ті нормальні моди, для яких дипольного моменту немає, або він малий, не поглинають і не випромінюють інфрачервоні хвилі.
Наприклад, симетрична молекула O2 не має часткового заряду на своїх атомах, тож кисень у атмосфері не стає на заваді розповсюдженню інфрачервоних хвиль. У молекулі CO2 атоми кисню дещо відтягують електрони до себе від центрального атома карбону, тому всі три атоми мають невеличкий частковий заряд. У молекули вуглекислого газу (вона лінійна) є три нормальні моди. Одна із них — це симетричні коливання атомів кисню вздовж осі молекули. Ця мода не має дипольного моменту. Інша мода коливань — асиметричні коливання атомів кисню вздовж осі молекули має дипольний момент, як і третя мода, в якій молекула згинається.